# بیل کارترایت (بازیکن فوتبال، زاده ۱۸۸۴)
بیل کارترایت (انگلیسی: Bill Cartwright؛ زادهٔ ۲۴ ژوئن ۱۸۸۴) بازیکن فوتبال اهل بریتانیا است.
از باشگاه‌هایی که در آن بازی کرده‌است می‌توان به باشگاه فوتبال چلسی، باشگاه فوتبال گیلینگام، باشگاه فوتبال تاتنهام هاتسپر، باشگاه فوتبال سوانزی سیتی، و باشگاه فوتبال گینزبورو ترینیتی اشاره کرد.